# Heinrich Sutermeister
Heinrich Sutermeister (Feuerthalen, Suíça, 12 de agosto de 1910 - Morges, Suíça, 16 de março de 1995) foi um compositor suíço do século XX. Foi aluno de Hans Pfitzner e de Carl Orff e exerceu como professor no Conservatório de Hanôver (1963 - 1975). Sua obra, de estilo neoclássico, abarca obras sinfônicas, religiosas e para a escena (Romeu e Julieta, 1940; A ilha encantada, 1942; Madame Bovary, 1962).

## Biografia

### Juventude
Nasceu em 12 de agosto de 1910 numa família suíça-alemã que praticava a música amadora; seu pai era pároco. Sua família vivia nesse momento no povo de Feuerthalen no cantón de Zurique. Heinrich Sutermeister recebeu as suas primeiras aulas de piano com a idade de 9 anos. Seu pai Friedrich Sutermeister-Hunziker, um pastor protestante e neto do escritor Otto Sutermeister, deu muito atendimento à aprendizagem musical de seu filho, por isso o inscreveu na Escola de Música (Musikschule) da Basiléia, onde começou a estudar harmonia.

### O surgimento de uma vocação
Em 1929, empreendeu estudos universitários de filologia românica e germânica. Neste período fez uma viagem a Paris para seguir um curso de história da música na Sorbona por André Piro. Também se dirigiu ao Opera-Comique, onde descobriu a obra de Maurice Ravel e Claude Debussy e assistiu as vezes ao Groupe des Six (“Grupo dos Seis”) formado por Jean Cocteau, Darius Milhaud, Georges Auric, Arthur Honegger, Germaine Tailleferre, Francis Poulenc e Louis Durey.

### Estudos e carreira musical
Em 1931 saiu de Suíça para continuar os seus estudos na Münchner Akademie der Tonkunst. Ao chegar a Munique, Walter Courvoisier e depois Gustave Geierhaas lhe ensinaram a harmonia e o contraponto; e Hugo Röhr lhe ensinou dirigir o orquestra. Mas foram Werner Egk e Carl Orff quem terão maior influência nele. Seguiu um período de composição (de 1932 a 1934) do qual surgiram as Douze inventions (“Doze invenções”) para piano bem como as Six mélodies (“seis melodias”) barrocas para tenor, coro feminino e três instrumentos de vento que lhe permitiram ganhar o primeiro prêmio do concurso organizado pelo “estudo radiofônico” de Munique. Em outono de 1934, obteve o posto de tutor (répétiteur) na ópera de Berna, cargo que ocupa até 1935 quando decidiu dedicar-se por inteiro à composição. Desta época nascem o oratorio de câmara Jorinde et Joringel, um ballet-pantomima chamado Le village sous lhe glacier (“O vilarejo sob o glaciar”) e um divertimento titulado Divertimento pour orchestre à cordes (“Divertimento para orquestra de cordas”).
Em verão de 1936, criou para Radio Berne a primeira ópera radiofônica (Funkoper) que se titulou Die Schwarze Spinne (“A Aranha Negra”). Esta ópera foi apresentada em palco treze anos mais tarde. Durante o inverno de 1936 - 1937, trabalhou na cantata Andreas Gryphius que ganhou o primeiro prêmio no coro Häusermann. Depois de uma viagem a Itália, a Verona, decidiu a escrever uma ópera dedicada a Romeo e Julieta que completará em 1939 e que será interpretada pela Ópera de Dresden sob a direção de Karl Böhm. A partir desse tempo, Sutermeister começou a realizar-se principalmente como compositor dramático, e durante o inverno de 1941, compôs uma segunda ópera, Die Zauberinsel (“A Ilha do Encanto”), de acordo com o texto “A tempestade” de William Shakespeare.
Então estava de volta em Suíça, em Vaux-sur-Morges, e compôs seu “Primeiro concerto para piano”, e um quarta ópera, Raskolnikoff, baseado na faz Crime e castigo de Fiódor Dostoyevski (texto por seu irmão Peter Sutermeister) apresentado pela primeira vez o 14 de outubro 1948 na Ópera Real de Estocolmo, Suécia.
Seguiu um período de reflexão e de composição do qual surgiram em 1953 o Requiem, que foi apresentado em Milão sob a direção de Herbert von Karajan. Em 1955 e 1959, criou suas primeiras duas trilhas sonoras: Louis II de Bavière (“Luis II de Baviera”) e L'Homme qui ne pouvait pas dire non (“O homem que não podia dizer não”).
De 1963 a 1975, foi professor de composição na Hochschule für Musik de Hanóver. Entre 1960 e 1980 escreveu as óperas Seraphine, Le Fantôme de Canterville (“O fantasma de Canterville”), La Croisade des enfants (“A Cruzada das Crianças”), Madame Bovary, Le Roi Bérenger (“O Rei Berenger”), muitos coros a capella, obras de música de câmara e cantatas, incluída a Ecclesia e Te Deum bem como diversas peças para solistas. Em 1977 foi eleito membro correspondente da Academia de Belas artes de Baviera. Morreu em Morges em 16 de março de 1995, aos 85 anos.

## Influências
Depois das impressões de seu maestro Carl Orff e de Arthur Honegger, Sutermeister estava na contramão da corrente de um determinado avant-gardismo. Apaixonado pelas matemáticas, acreditava em números simbólicos como o número áureo e assim o utilizou em sua música. Pode-se qualificar Sutermeister como compositor neoclássico porque queria que a música seja acessível por qualquer pessoa de qualquer horizonte, que sejam músicos ou não.